# Hyalopomatus biformis
Hyalopomatus biformis är en ringmaskart som först beskrevs av Hartman 1960.  Hyalopomatus biformis ingår i släktet Hyalopomatus och familjen Serpulidae.
Artens utbredningsområde är Alaskagolfen. Inga underarter finns listade i Catalogue of Life.